# マイスナー効果

マイスナー効果の概略図。臨界温度以下になると超伝導体に磁場（矢印）が侵入しなくなる。

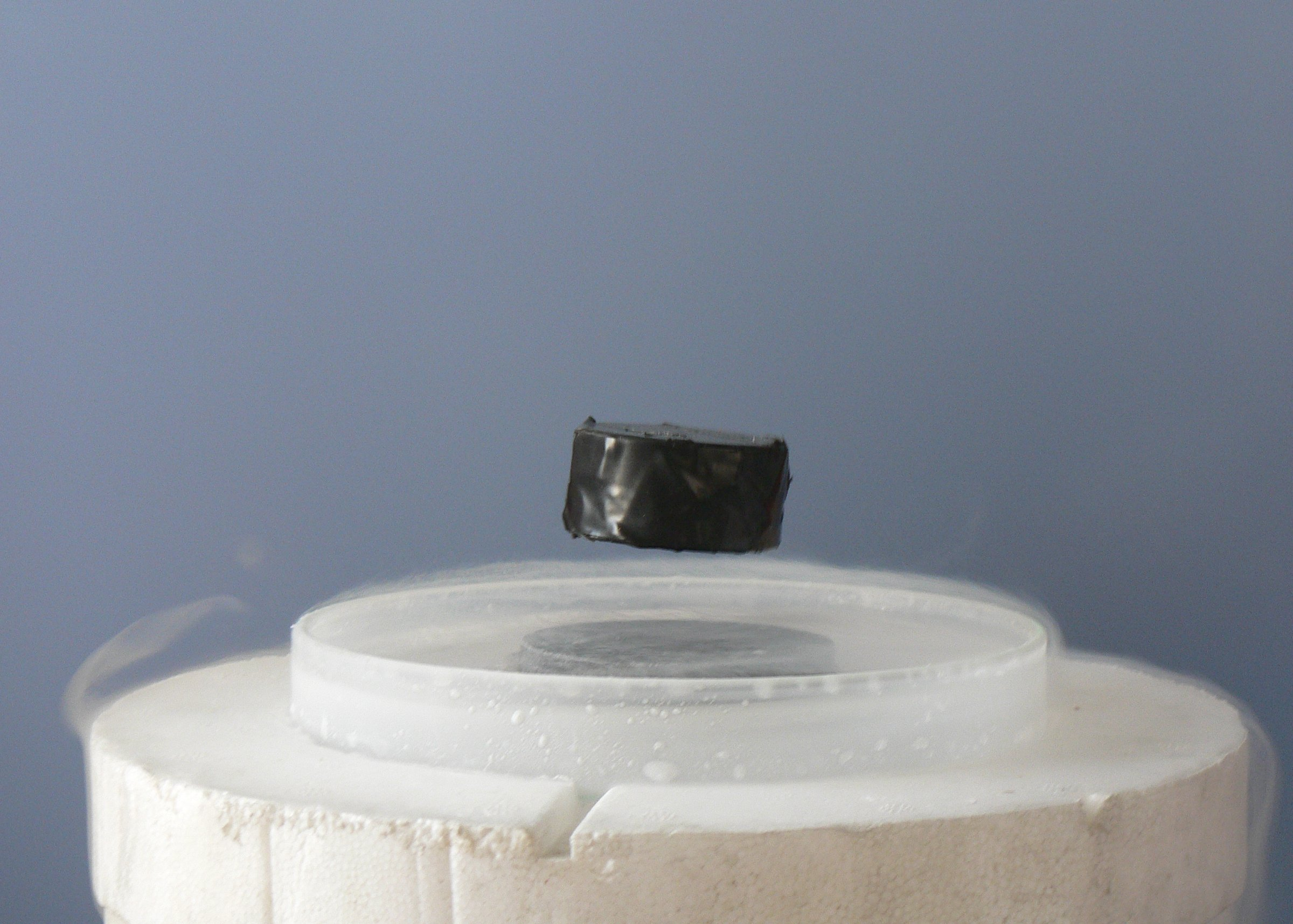
ピン止め効果とマイスナー効果による磁気浮上

マイスナー効果（マイスナーこうか 英: Meissner effect 独: Meißner-Ochsenfeld-Effekt）は、超伝導体が持つ性質の1つであり、遮蔽電流（永久電流）の磁場が外部磁場に重なり合って超伝導体内部の正味の磁束密度をゼロにする現象である。マイスナー–オクセンフェルト効果、あるいは完全反磁性とも呼ばれる。

## 発見者
1933年にヴァルター・マイスナーの助手をしていたローベルト・オクセンフェルトによって発見され、マイスナーとオクセンフェルトの名前で発表された。

## 現象
外部磁場がない状態で超伝導物質を冷却し、超伝導状態になってから外部磁場を加え始めると、磁場は超伝導体の内部に侵入しない。これはマイスナー効果というものを考えなくても、電磁誘導の法則だけで説明できる。すなわち、超伝導体は電気抵抗がゼロであるから、外部磁場をかけた瞬間に誘導電流が発生して、その誘導電流がつくる磁場が外部磁場を打ち消すというものである。
つまり電気抵抗がゼロであることから、マクスウェル方程式より予想される磁場の時間変動は
{\displaystyle {\frac {\partial {\boldsymbol {B}}(t,{\boldsymbol {x}})}{\partial t}}=0}
即ち、
{\displaystyle {\boldsymbol {B}}(t,{\boldsymbol {x}})={\boldsymbol {B}}_{0}({\boldsymbol {x}})}
となり、初期状態を保存するはずである。
しかし実際には、図に示すように、先に外部磁場をかけて物質内部に磁場がある状態にしてから、物質を冷却して超伝導状態にすると、超伝導状態になったとたんに磁場が物質外部に押し出される。この現象は電磁誘導の法則では説明できない。従ってマイスナー効果は、完全導電性（ゼロ抵抗）とは別の、超伝導体に固有の性質の1つである。
上に倣った数式で表せば
{\displaystyle {\boldsymbol {B}}(t,{\boldsymbol {x}})=0}
となる。

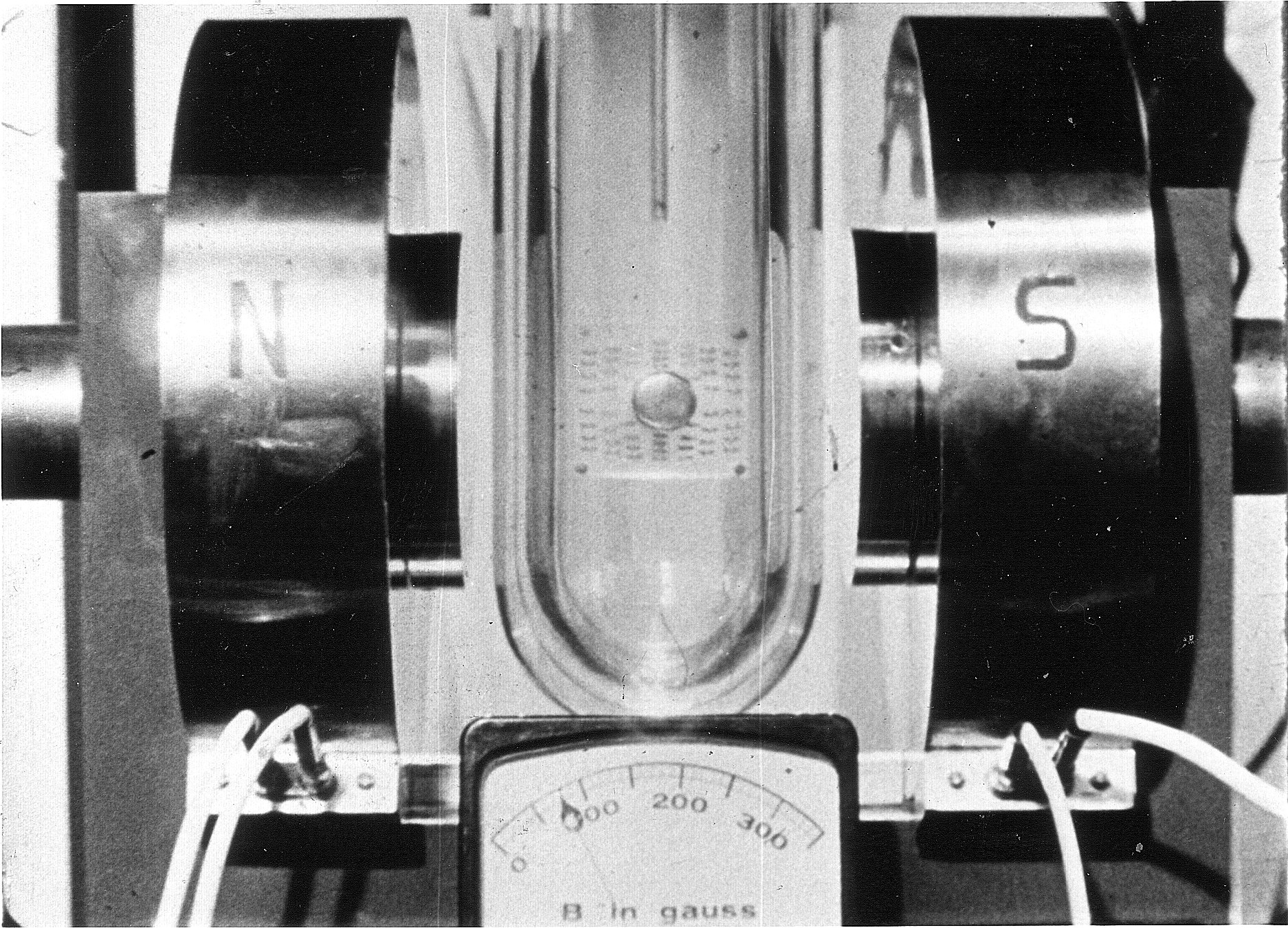
ガラスデュワーの液体ヘリウムの中に浸けられたスズ製の筒。両側の電磁石によって8 mT (80G) の磁場がかけられている。
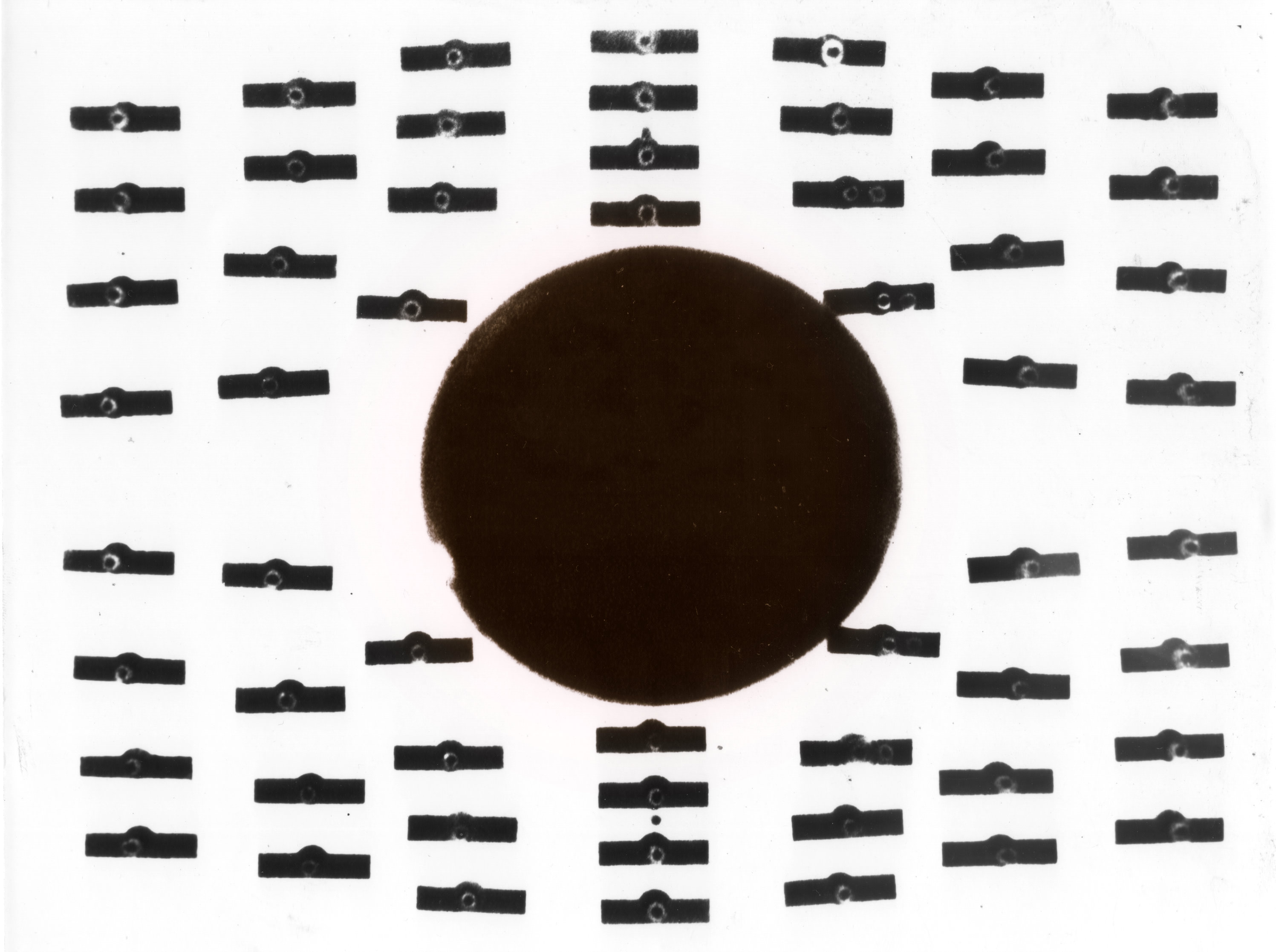
温度 T = 4.2 Kにおいてはスズは常伝導状態である。周辺に配置されているコンパスの針の向きから、磁束がスズの円筒の中までも通っていることがわかる。
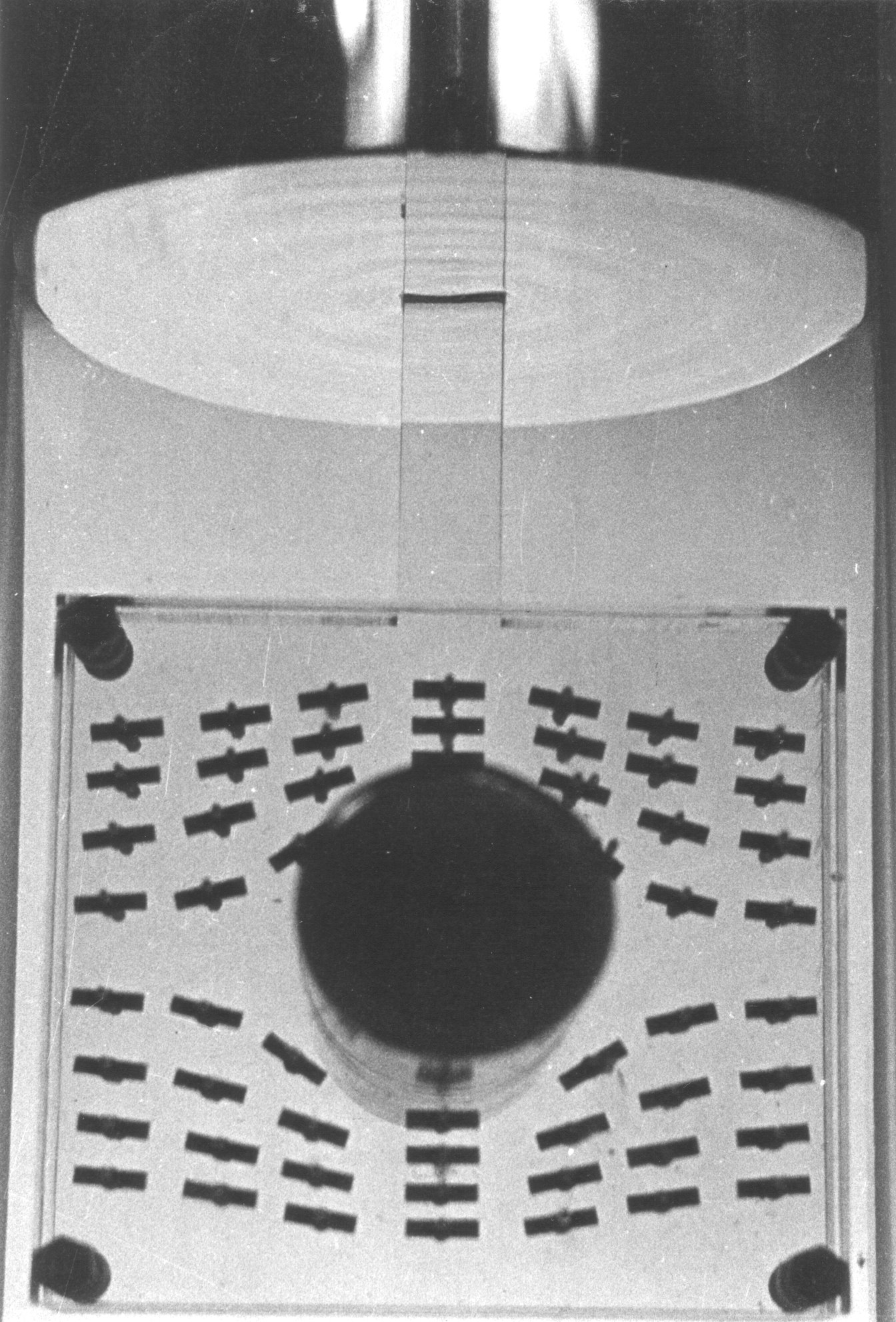
電磁石の磁場は保ったまま、ガラスデュワーのヘリウム槽を減圧することで、温度 T = 1.6 K へ到達した状態。スズは超伝導状態へ転移しており(転移温度TC = 3.72K)、マイスナー効果によって磁束が円柱の外へ押し出されている。

このマイスナー効果による磁力の反発力に加え、第二種超伝導体において起こるピン止め効果によって初めて、冒頭の図に示されている様な「超伝導体の上部に固定される磁石」が観察されることになる。マイスナー効果によって磁石が浮くという表現は誤りである。
第一種超伝導体の場合は臨界磁場 Hc よりも小さな磁場がかかっているとき、第二種超伝導体の場合は下部臨界磁場 Hc1 よりも小さな磁場がかかっているときに発生する。
完全導電性と共に超伝導の2大特徴であり、この効果が確認されない限り超伝導体とは認定されない。転移温度以下で電気抵抗ゼロのみを示す物質は完全導体とされ、それに加えて完全反磁性も示す物体を超伝導体として区別される。
高温超伝導体である銅酸化物超伝導体は当初、超伝導体に一般に観察されていた「比熱の温度変化に対する跳び」が観察されなかったため超伝導体と認められなかったが、その後マイスナー効果が確認されたため超伝導体と認知された背景がある。現在のところ、電気抵抗ゼロを示す物質はすべてマイスナー効果も示す。
1935年に発表されたロンドン方程式により、現象論的な解釈が与えられている。